# Павлу, Кириакос
Кириакос Павлу (греч. Κυριάκος Παύλου, род. 4 сентября 1986, Ларнака) — кипрский футболист, полузащитник клуба «Ксилотимву 2006». Выступал за сборную Кипра. Брат певицы Марии-Элены Кириаку.

## Биография
В 2002 году дебютировал за клуб АЕК из Ларнаки, перешёл в 2006 году в греческий «Паниониос», однако вышел всего один раз на поле. После этого играл в «Омонии», переходил из команды в команду (в том числе за клубы второго дивизиона Греции). С 2011 года играет на Кипре, до 2015 года выступал за АЕК. В квалификации Лиги Европы 2011/2012 отличился трижды. С 18 января 2019 года числился в составе «Ксилотимву 2006».

## Карьера в сборной
Дебютировал 19 мая 2008 года в товарищеском матче Кипра и Греции в Патрасе (поражение 0:2).